# Bát giác

Một hình bát giác

Trong hình học, một hình bát giác hay octagon (tiếng Hy Lạp ὀκτάγωνον oktágōnon, "tám góc") là một đa giác có tám cạnh. Một bát giác đều được thể hiện bằng biểu tượng Schläfli {8}. Mỗi chiều 135 độ.
Hình bát giác đều được ứng dụng nhiều trong nghệ thuật và kiến trúc.

## Tính chất của bát giác

Đường chéo của tứ giác màu xanh vuông góc và bằng nhau

Cho bát giác A1A2···A2, gọi Cj với j=1,2,...,8, là tâm của các hình vuông đều dựng ra ngoài hoặc vào trong cạch AjAj+1. Khi đó trung điểm C1C5, C2C6, C3C7, C4C8 là các đỉnh của một tứ giác có hai đường chéo vuông góc và bằng nhau. Đây là kết quả mở rộng của định lý Van Aubel.

## Một số công thức của bát giác đều
Tổng của tất cả góc của một hình bát giác đều nội bộ là 1080° và có nguồn gốc từ công thức:
{\displaystyle \sum \alpha =(n-2)\cdot 180^{\circ }=6\cdot 180^{\circ }=1080^{\circ }}
Góc nội thất của hình bát giác đều
{\displaystyle \alpha ={\frac {(n-2)}{n}}\cdot 180^{\circ }={\frac {3}{4}}\cdot 180^{\circ }=135^{\circ }}
| Kích thước của một hình bát giác đều | Kích thước của một hình bát giác đều                                                           | Kích thước của một hình bát giác đều |
| ------------------------------------ | ---------------------------------------------------------------------------------------------- | ------------------------------------ |
| Chiều dài cạnh                       | {\displaystyle a}                                                                              |                                      |
| Diện tích                            | {\displaystyle A\,=\,2a^{2}(1+{\sqrt {2}})}                                                    |                                      |
| bán kính trong                       | {\displaystyle r\,=\,{\frac {a}{2}}(1+{\sqrt {2}})}                                            |                                      |
| bán kính chu vi                      | {\displaystyle R\,=\,{\frac {a}{2}}{\sqrt {4+2{\sqrt {2}}}}}                                   |                                      |
| Đường chéo lớn                       | {\displaystyle d_{1}\,=\,a{\sqrt {4+2{\sqrt {2}}}}\,=\,2R}                                     |                                      |
| Đường chéo trung                     | {\displaystyle d_{2}\,=\,a\,(1+{\sqrt {2}})}                                                   |                                      |
| Đường chéo nhỏ                       | {\displaystyle d_{3}\,=\,a{\sqrt {2+{\sqrt {2}}}}}                                             |                                      |
| Góc trong                            | {\displaystyle \alpha =135^{\circ }} {\displaystyle \cos \,\alpha =-{\frac {1}{2}}{\sqrt {2}}} |                                      |

## Hình ảnh

Một bát giác đều
Một bát giác đều
Bát giác lõm
Bát giác lõm
Một bát giác chéo phức tạp
Sao bát giác
Thiết kế một hình bát giác
Vẽ hình bát giác bằng compa
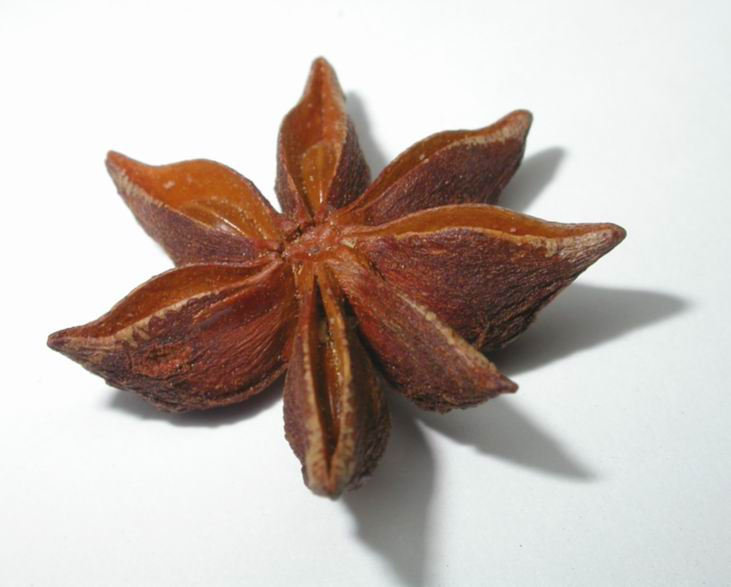
Đại hồi
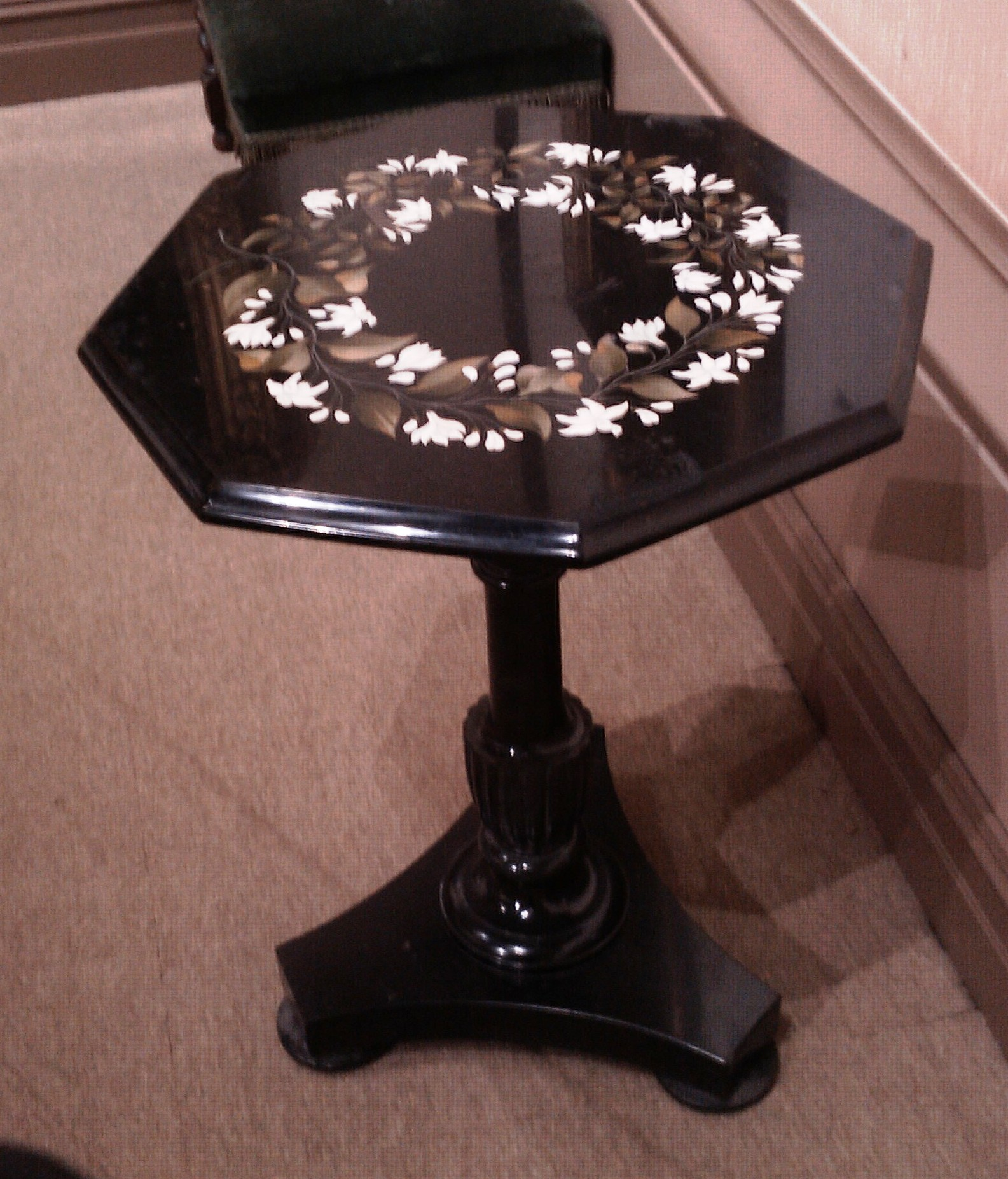
Một chiếc bàn bát giác
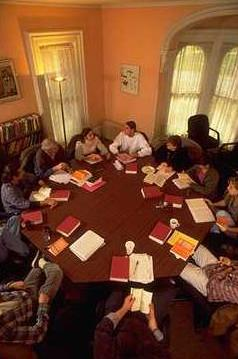
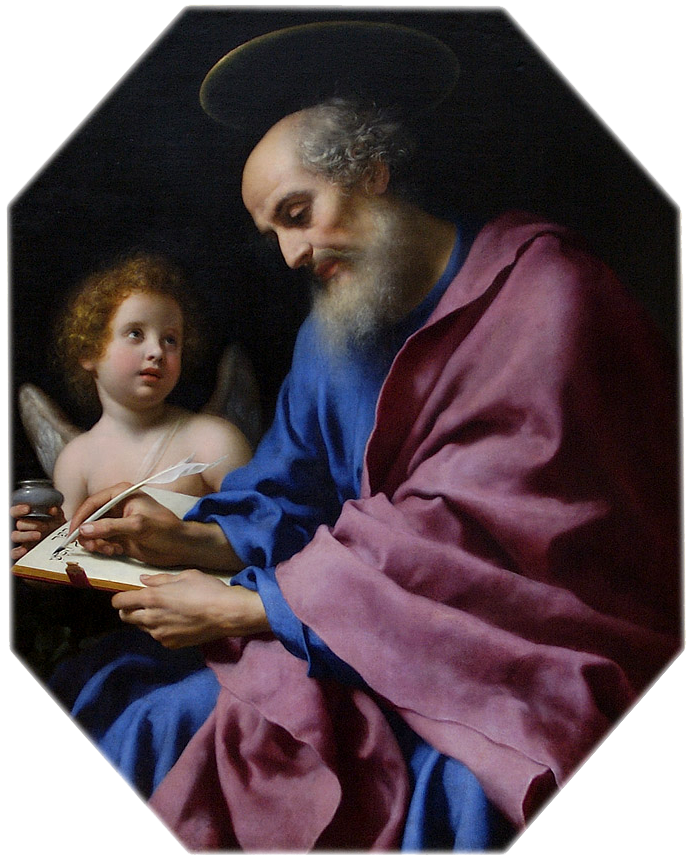
Hình bát giác
Gương bát quái
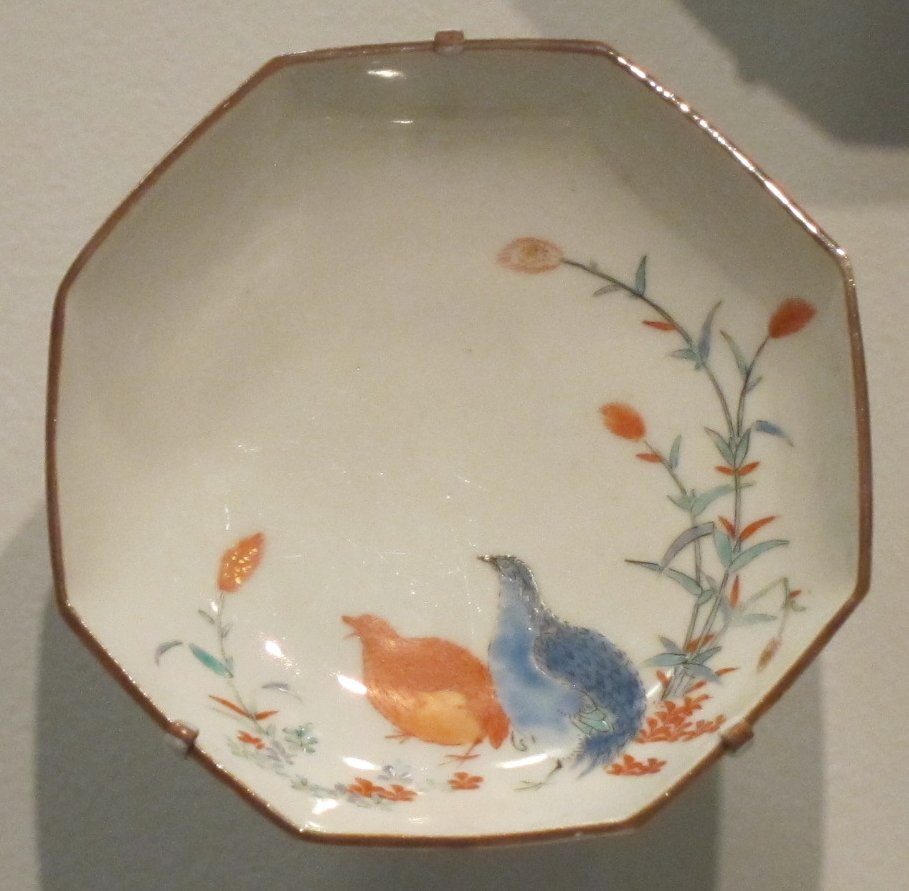
Một chén hình bát giác
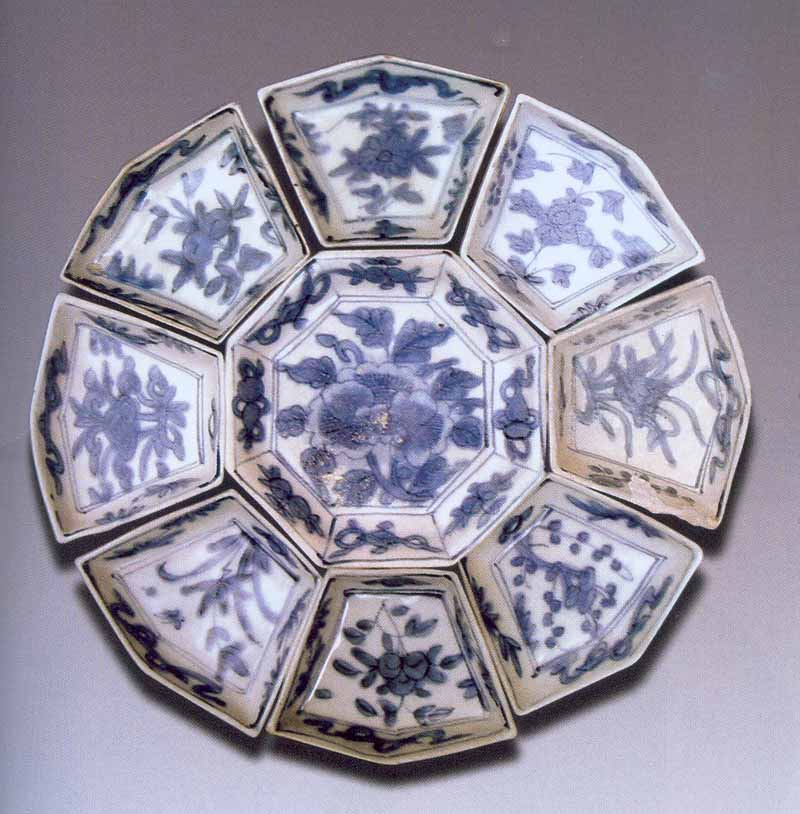
Một bộ dĩa hoa lam thời Minh, thế kỷ 16
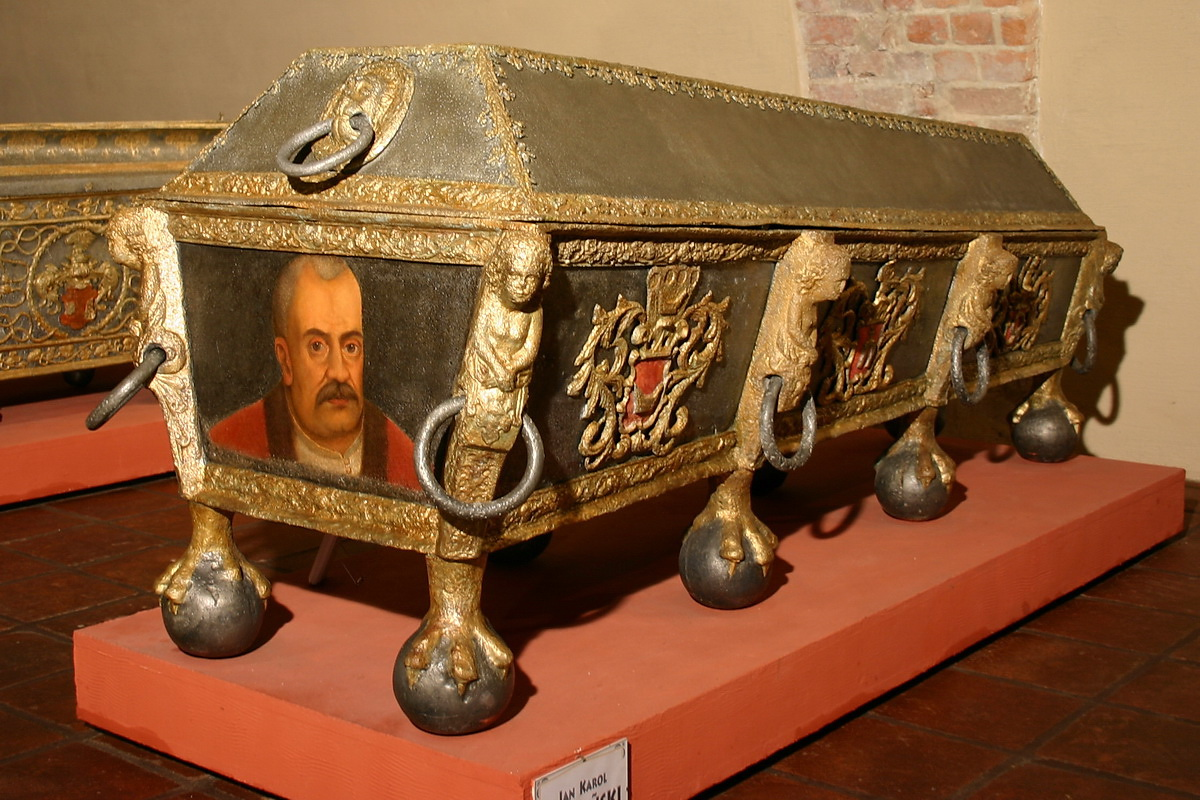
Hòm bát giác
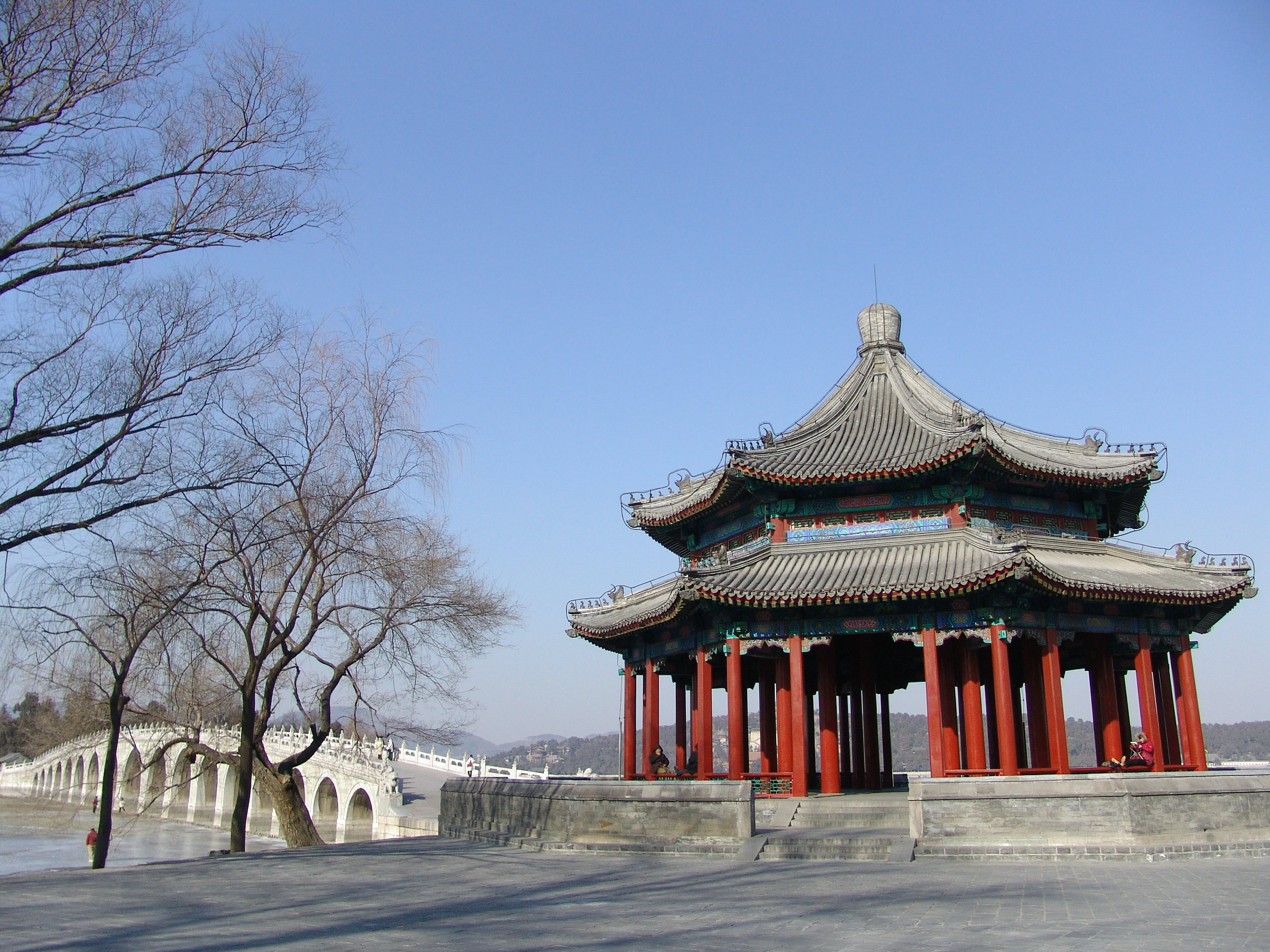
Lầu bát giác
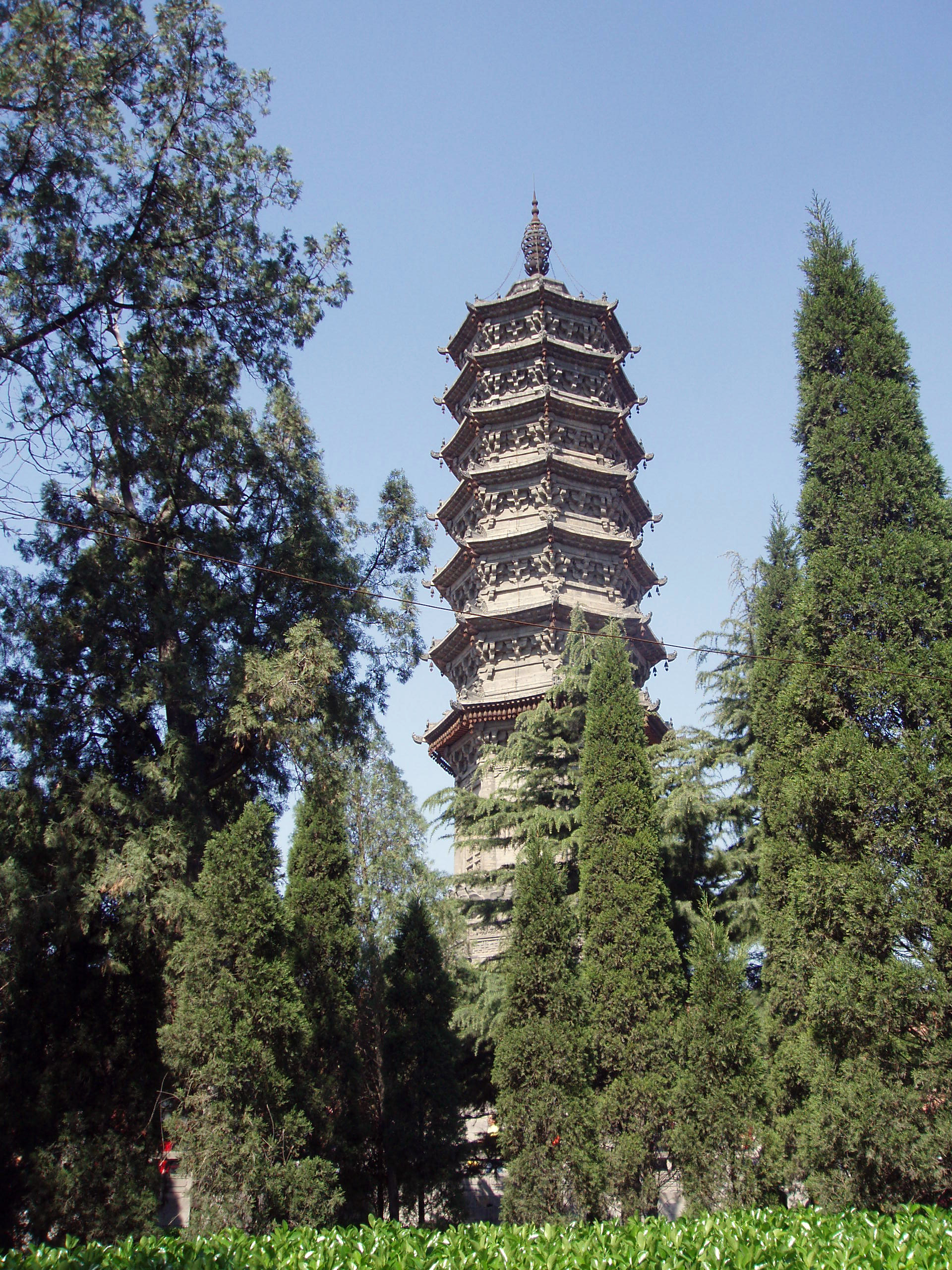
Tháp bát giác
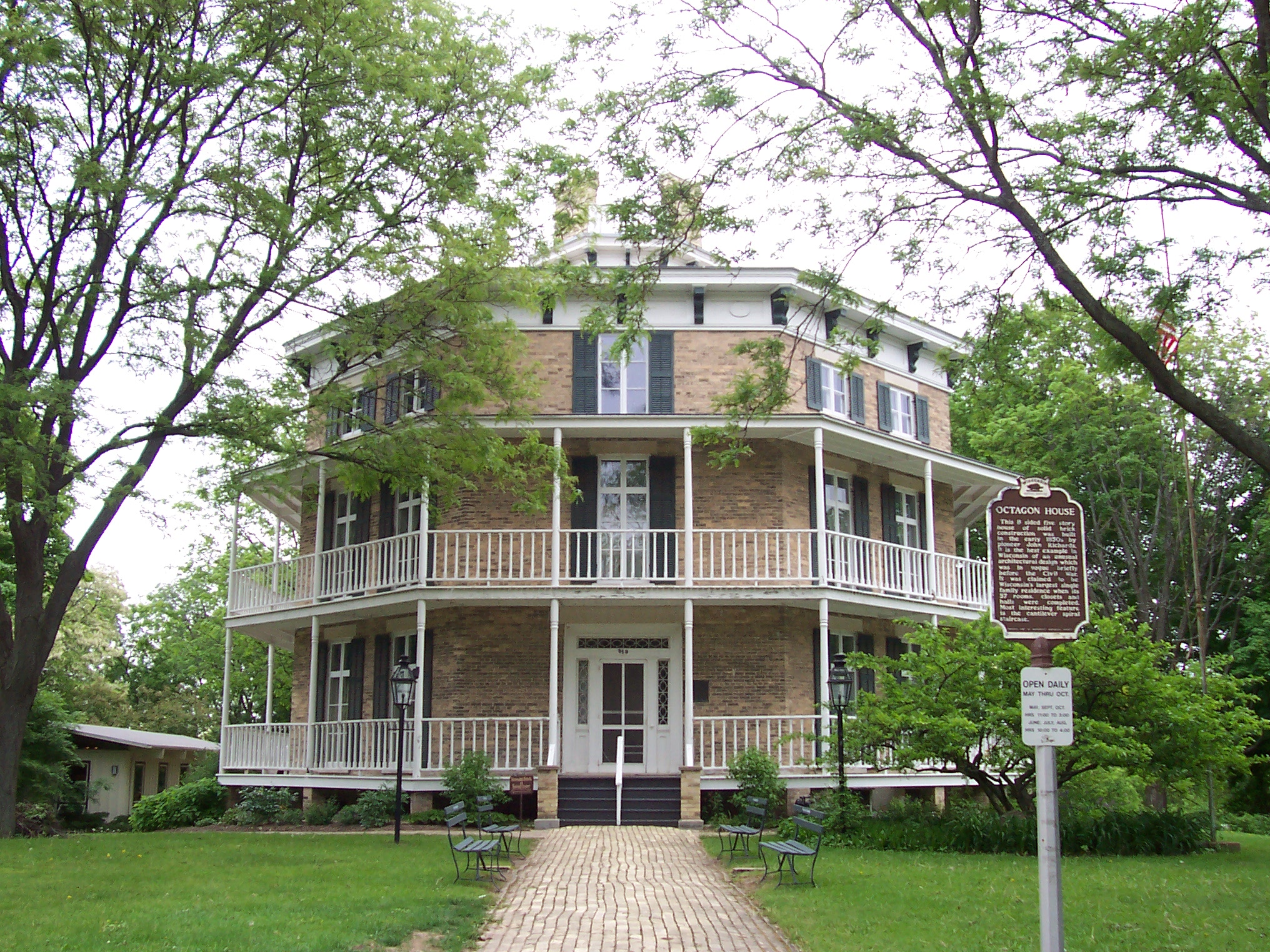
Nhà bát giác (Octagon House) tại Watertown, WI.
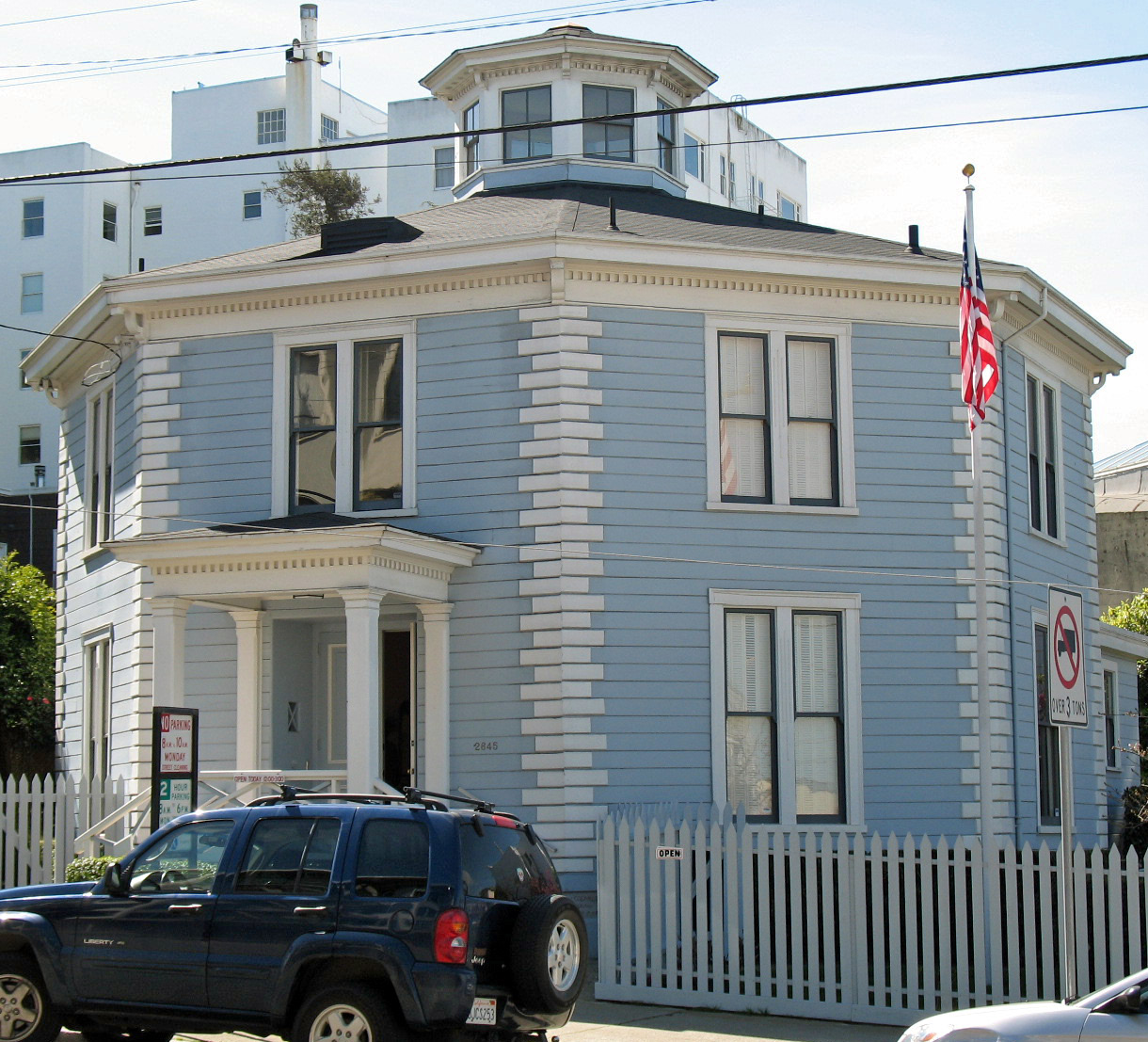
McElroy Octagon House ở San Francisco